# Ільченко Любов Іванівна
Любо́в Іва́нівна І́льченко (* 10 жовтня 1938, Тихотин — нині Рожищенський район Волинської області) — українська художниця в царині поліграфії, лауреат Шевченківської премії.

## Біографія
1957 року успішно закінчує навчання в Львівському поліграфічному технікумі, 1962 — Львівський поліграфічний інститут ім. Івана Федорова.
В 1972—1992 роках працює старшим технічним редактором видавництва «Дніпро».
Лауреат Шевченківської премії 1990 року — спільно з разом з Л. Махновцем, С. Захаровою, В. Юрчишиним, В. Кононенком — «за підготовку і випуск видання „Літопис руський“».
За її технічною редакцією випущено такі книги:
- 1985 — «Метаморфози» Овідія,
- 1984—1986 — «Антологія української поезії», томи 1-6,
- 1986-87 — «Твори» А. Малишка, томи 1-5,
- 1986—1988, 1990 — «Літературна панорама»,
- 1987: «Лірика» О. Пушкіна, «Червона зима» В. Сосюри, «Вершники» Ю. Яновського,
- 1988: «Лесь Курбас. Березіль. Із творчої спадщини»
- «Гайдамаки» Т. Шевченка,
- 1989: «Літопис руський» — була співавторкою макету.

## Джерело
- Шевченківський комітет [Архівовано 4 березня 2016 у Wayback Machine.]

| українська персоналія | Це незавершена стаття про особу, що має стосунок до України. Ви можете допомогти проєкту, виправивши або дописавши її. |